# Barcelona (Wielka Brytania)
Barcelona – osada w Anglii, w Kornwalii. Leży 79 km na wschód od miasta Penzance i 333 km na południowy zachód od Londynu.